# Nanna Koerstz Madsen
Nanna Koerstz Madsen, född 23 oktober 1994, är en dansk golfspelare.
Koerstz Madsen tävlade för Danmark vid olympiska sommarspelen 2016 i Rio de Janeiro, där hon slutade på delad 13:e plats i damernas individuella tävling.